# Флаги Московской области
Список флагов муниципальных образований Московской области Российской Федерации.
На 2010 год в Московской области насчитывалось 38 городских округов, 36 муниципальных районов и 114 городских поселений.
1 июля 2012 года, в результате расширения Москвы, территория двух городских округов и трёх городских поселений (имевших утверждённые флаги — см. флаг Троицка, флаг Щербинки, флаг поселения Киевский, флаг поселения Кокошкино, флаг поселения Московский) вошла в границы города федерального значения Москва.
На начало 2012 года в Московской области насчитывалось 193 сельских поселения. 1 июля 2012 года, в результате расширения Москвы, территория 16-и сельских поселений (имевших утверждённые флаги — Внуковское, Вороновское, Воскресенское, Десёновское, Клёновское, Краснопахорское, Марушкинское, Михайлово-Ярцевское, «Мосрентген», Новофёдоровское, Первомайское, Роговское, Рязановское, Сосенское, Филимонковское, Щаповское) вошла в границы города федерального значения Москва.

## Флаги городских округов
| Флаг | Наименование                                                         | Дата утверждения                                           | Номер в ГГР |
| ---- | -------------------------------------------------------------------- | ---------------------------------------------------------- | ----------- |
|      | Флаг городского округа Балашиха                                      | 30 сентября 2015                                           | 10688       |
|      | Флаг Богородского городского округа                                  | 18 марта 2004 29 февраля 2012 17 сентября 2018             | 1499        |
|      | Флаг городского округа Бронницы                                      | 31 мая 2005                                                | 1934        |
|      | Флаг городского округа Власиха                                       | 12 июля 2010                                               | 6746        |
|      | Флаг Волоколамского городского округа                                | 20 декабря 2004 20 июня 2006 22 октября 2019               | 1790        |
|      | Флаг городского округа Воскресенск                                   | 24 декабря 2004 18 октября 2019                            | 1769        |
|      | Флаг городского округа Восход                                        | 10 марта 2006                                              | 2265        |
|      | Флаг городского округа Дзержинский                                   | 19 ноября 1997                                             | 430         |
|      | Флаг Дмитровского городского округа                                  | 7 февраля 2007 24 августа 2018                             | 2879        |
|      | Флаг городского округа Долгопрудный                                  | 4 августа 2003 24 декабря 2012                             | 1276        |
|      | Флаг городского округа Домодедово                                    | 22 марта 2002                                              | 924         |
|      | Флаг городского округа Дубна                                         | 27 ноября 2003                                             | 1449        |
|      | Флаг городского округа Егорьевск                                     | 3 декабря 1998 20 апреля 2016                              | 410         |
|      | Флаг городского округа Жуковский                                     | 25 апреля 2002 13 декабря 2012                             | 960         |
|      | Флаг городского округа Зарайск                                       | 18 февраля 2010 25 января 2018                             | 6000        |
|      | Флаг городского округа Звёздный городок                              | 25 апреля 2017                                             | 11558       |
|      | Флаг городского округа Истра                                         | 29 декабря 2008 17 августа 2017                            | 4690        |
|      | Флаг городского округа Кашира                                        | 25 февраля 2010 26 мая 2016                                | 6832        |
|      | Флаг городского округа Клин                                          | 30 марта 2007 12 марта 2018                                | 3149        |
|      | Флаг Коломенского городского округа                                  | 31 мая 2018                                                | 11940       |
|      | Флаг городского округа Королёв                                       | 7 декабря 2005                                             | 3080        |
|      | Флаг городского округа Котельники                                    | 26 мая 1998 17 ноября 2010                                 | 304         |
|      | Флаг городского округа Красногорск                                   | 21 февраля 2002 22 февраля 2007 26 октября 2017            | 938         |
|      | Флаг городского округа Краснознаменск                                | 31 мая 2002 9 декабря 2008                                 | 1150        |
|      | Флаг Ленинского городского округа                                    | 20 февраля 2008 22 января 2020                             | 4157        |
|      | Флаг городского округа Лобня                                         | 24 августа 2017                                            | 11606       |
|      | Флаг городского округа Лосино-Петровский                             | 17 июня 1998 21 декабря 2005                               | 296         |
|      | Флаг городского округа Лотошино                                      | 19 июля 2001 24 октября 2014 15 октября 2019               | 813         |
|      | Флаг городского округа Луховицы                                      | 8 октября 1998 20 июня 2002 22 декабря 2005 9 октября 2018 | 324         |
|      | Флаг муниципального образования «Город Лыткарино Московской области» | 3 февраля 1999 19 апреля 2012                              | 427         |

| Флаг | Наименование                                 | Дата утверждения                                  | Номер в ГГР |
| ---- | -------------------------------------------- | ------------------------------------------------- | ----------- |
|      | Флаг городского округа Люберцы               | 21 июня 2017                                      | 11361       |
|      | Флаг Можайского городского округа            | 2 марта 1999 28 июня 2012 21 февраля 2013         | 443         |
|      | Флаг ЗАТО городской округ посёлок Молодёжный | 29 декабря 2003 18 февраля 2009                   | 1430        |
|      | Флаг городского округа Мытищи                | 24 февраля 1999 25 января 2007 15 сентября 2016   | 331         |
|      | Флаг Наро-Фоминского городского округа       | 21 февраля 2003 28 сентября 2012 27 марта 2018    | 1154        |
|      | Флаг Одинцовского городского округа          | 25 апреля 1997 18 июня 2010 23 сентября 2019      | 180         |
|      | Флаг Орехово-Зуевского городского округа     | 23 ноября 2006 26 декабря 2019                    | 234         |
|      | Флаг городского округа Павловский Посад      | 20 декабря 2002 28 сентября 2007 26 сентября 2017 | 1122        |
|      | Флаг городского округа Подольск              | 22 апреля 2005 30 августа 2016                    | 2641        |
|      | Флаг городского округа Протвино              | 22 июня 1999 23 июля 2007                         | 666         |
|      | Флаг Пушкинского городского округа           | 4 апреля 2002 9 октября 2008 23 сентября 2019     | 935         |
|      | Флаг городского округа Пущино                | 12 июля 1999                                      | 499         |
|      | Флаг Раменского городского округа            | 28 января 2004 23 сентября 2019                   | 1488        |
|      | Флаг городского округа Реутов                | 29 марта 2000 6 сентября 2017                     | 638         |
|      | Флаг Рузского городского округа              | 24 октября 2006 6 сентября 2017                   | 2652        |
|      | Флаг Сергиево-Посадского городского округа   | 29 апреля 1998 15 ноября 2006 24 октября 2019     | 311         |
|      | Флаг городского округа Серебряные Пруды      | 4 октября 1999 1 ноября 2010 15 июня 2016         | 569         |
|      | Флаг городского округа Серпухов              | 6 октября 1999                                    | 565         |
|      | Флаг городского округа Солнечногорск         | 23 августа 2002 5 июня 2012 17 апреля 2019        | 1173        |
|      | Флаг городского округа Ступино               | 26 апреля 2006 25 сентября 2017                   | 4255        |
|      | Флаг Талдомского городского округа           | 13 декабря 2001 22 декабря 2010 29 ноября 2018    | 893         |
|      | Флаг городского округа Фрязино               | 25 апреля 2001                                    | 759         |
|      | Флаг городского округа Химки                 | 2 сентября 2004                                   | 1508        |
|      | Флаг городского округа Черноголовка          | 11 сентября 2001                                  | 907         |
|      | Флаг городского округа Чехов                 | 8 сентября 1999 23 августа 2012 21 февраля 2018   | 563         |
|      | Флаг городского округа Шатура                | 17 апреля 2003 25 апреля 2012 29 ноября 2017      | 1185        |
|      | Флаг городского округа Шаховская             | 6 декабря 1999 21 ноября 2016                     | 470         |
|      | Флаг городского округа Щёлково               | 3 июля 2001 25 мая 2010 16 июля 2019              | 797         |
|      | Флаг городского округа Электрогорск          | 24 февраля 2004                                   | 1487        |
|      | Флаг городского округа Электросталь          | 2 апреля 1998 5 сентября 2012                     | 793         |

## Флаги упразднённых муниципальных образований
| Флаг | Наименование | Дата утверждения | Номер в ГГР |
| Законом Московской области от 30 декабря 2014 года № 208/2014-ОЗ городской округ Балашиха и городской округ Железнодорожный были преобразованы в городской округ Балашиха.                                                 | Законом Московской области от 30 декабря 2014 года № 208/2014-ОЗ городской округ Балашиха и городской округ Железнодорожный были преобразованы в городской округ Балашиха. | Законом Московской области от 30 декабря 2014 года № 208/2014-ОЗ городской округ Балашиха и городской округ Железнодорожный были преобразованы в городской округ Балашиха. | Законом Московской области от 30 декабря 2014 года № 208/2014-ОЗ городской округ Балашиха и городской округ Железнодорожный были преобразованы в городской округ Балашиха. |
| --- | --- | --- | --- |
| | Флаг городского округа Балашиха | 30 июня 1999 3 апреля 2006 | 495 |
| | Флаг городского округа Железнодорожный | 20 марта 2002 15 сентября 2010 | 940 |
| | | | |
| Законом Московской области от 21 мая 2014 года № 53/2014-ОЗ городской округ Королёв и городской округ Юбилейный были преобразованы в городской округ Королёв                                                               | | | |
| | Флаг городского округа Юбилейный | 28 января 1999 | 428 |
| | | | |
| Законом Московской области от 26 апреля 2019 года № 69/2019-ОЗ все муниципальные образования Волоколамского муниципального района были преобразованы в Волоколамский городской округ                                       | | | |
| | Флаг городского поселения Волоколамск Волоколамского муниципального района                                                                                                 | 20 июня 2006 | 2401 |
| | Флаг городского поселения Сычёво Волоколамского муниципального района | 24 ноября 2006 | 2724 |
| | Флаг сельского поселения Кашинское Волоколамского муниципального района | 28 февраля 2007 | 3123 |
| | Флаг сельского поселения Осташёвское Волоколамского муниципального района                                                                                                  | 21 марта 2007 | 3138 |
| | Флаг сельского поселения Спасское Волоколамского муниципального района | 8 декабря 2006 | 2870 |
| | Флаг сельского поселения Теряевское Волоколамского муниципального района                                                                                                   | 26 марта 2007 | 3142 |
| | Флаг сельского поселения Чисменское Волоколамского муниципального района                                                                                                   | 24 ноября 2006 | 2720 |
| | Флаг сельского поселения Ярополецкое Волоколамского муниципального района                                                                                                  | 27 сентября 2006 | 2607 |
| | | | |
| Законом Московской области от 18 апреля 2019 года № 57/2019-ОЗ все муниципальные образования Воскресенского муниципального района 4 мая 2019 года были преобразованы в городской округ Воскресенск                         | | | |
| | Флаг городского поселения Белоозёрский Воскресенского муниципального района                                                                                                | 28 июня 2007 | 3471 |
| | Флаг городского поселения Воскресенск Воскресенского муниципального района                                                                                                 | 24 октября 2008 | 4470 |
| | Флаг городского поселения им. Цюрупы Воскресенского муниципального района                                                                                                  | 28 февраля 2007 | 3127 |
| | Флаг городского поселения Хорлово Воскресенского муниципального района | 28 июня 2007 | 3478 |
| | Флаг сельского поселения Ашитковское Воскресенского муниципального района                                                                                                  | 26 сентября 2007 | 3595 |
| | Флаг сельского поселения Фединское Воскресенского муниципального района | 9 февраля 2006 | 2180 |
| | | | |
| Законом Московской области от 3 мая 2018 года № 1/2018-ОЗ все муниципальные образования Дмитровского муниципального района 19 мая 2018 года были преобразованы в Дмитровский городской округ                               | | | |
| | Флаг Дмитровского городского округа | 19 января 2007 | 2856 |
| | Флаг городского поселения Деденево Дмитровского муниципального района | 5 октября 2006 | 2436 |
| | Флаг городского поселения Дмитров Дмитровского муниципального района | 7 февраля 2007 | 2879 |
| | Флаг городского поселения Икша Дмитровского муниципального района | 26 ноября 2006 | 2722 |
| | Флаг городского поселения Некрасовский Дмитровского муниципального района                                                                                                  | 20 апреля 2007 | 3317 |
| | Флаг городского поселения Яхрома Дмитровского муниципального района | 13 сентября 2006 | 2603 |
| | Флаг сельского поселения Большерогачёвское Дмитровского муниципального района                                                                                              | 6 августа 2007 | 3571 |
| | Флаг сельского поселения Габовское Дмитровского муниципального района | 4 июля 2007 | 3563 |
| | Флаг сельского поселения Костинское Дмитровского муниципального района | 10 июля 2007 | 3583 |
| | Флаг сельского поселения Куликовское Дмитровского муниципального района | 28 июня 2007 | 3573 |
| | Флаг сельского поселения Синьковское Дмитровского муниципального района | 14 августа 2007 | 3714 |
| | Флаг сельского поселения Якотское Дмитровского муниципального района | 14 августа 2007 | 3716 |
| | | | |
| Законом Московской области от 26 октября 2015 года № 177/2015-ОЗ все муниципальные образования Егорьевского муниципального района были преобразованы в городской округ Егорьевск                                           | | | |
| | Флаг Егорьевского муниципального района | ныне флаг городского округа Егорьевск | ныне флаг городского округа Егорьевск |
| | Флаг городского поселения Егорьевск Егорьевского муниципального района | 28 апреля 2011 | 6879 |
| | Флаг городского поселения Рязановский Егорьевского муниципального района                                                                                                   | 25 февраля 2010 | 6011 |
| | Флаг сельского поселения Раменское Егорьевского муниципального района | 8 апреля 2015 | 10343 |
| | Флаг сельского поселения Саввинское Егорьевского муниципального района | 30 марта 2010 | 7230 |
| | Флаг сельского поселения Юрцовское Егорьевского муниципального района | 25 марта 2011 | 7226 |
| | | | |
| Законом Московской области от 28 декабря 2016 года № 206/2016-ОЗ все муниципальные образования Зарайского муниципального района были преобразованы в городской округ Зарайск                                               | | | |
| | Флаг Зарайского муниципального района | 23 апреля 2008 | 4104 |
| | Флаг городского поселения Зарайск Зарайского муниципального района | ныне флаг городского округа Зарайск | ныне флаг городского округа Зарайск |
| | Флаг сельского поселения Гололобовское Зарайского муниципального района | 16 июня 2009 | 5063 |
| | Флаг сельского поселения Каринское Зарайского муниципального района | 15 мая 2009 | 4964 |
| | Флаг сельского поселения Машоновское Зарайского муниципального района | 24 июня 2009 | 5024 |
| | Флаг сельского поселения Струпненское Зарайского муниципального района | 20 мая 2009 | 4966 |
| | | | |
| Законом Московской области от 22 февраля 2017 года № 21/2017-ОЗ все муниципальные образования Истринского муниципального района были преобразованы в городской округ Истра                                                 | | | |
| | Флаг Истринского муниципального района | 14 марта 1997 20 ноября 2008 | 424 |
| | Флаг городского поселения Дедовск Истринского муниципального района | 17 сентября 2009 | 5746 |
| | Флаг городского поселения Истра Истринского муниципального района | 29 декабря 2008 | 4690 |
| | Флаг городского поселения Снегири Истринского муниципального района | 15 декабря 2011 | 7572 |
| | Флаг сельского поселения Бужаровское Истринского муниципального района | 22 сентября 2010 | 6744 |
| | Флаг сельского поселения Букарёвское Истринского муниципального района | 19 апреля 2010 | 6730 |
| | Флаг сельского поселения Ермолинское Истринского муниципального района | 3 сентября 2010 | 6482 |
| | Флаг сельского поселения Ивановское Истринского муниципального района | 15 октября 2010 | 6756 |
| | Флаг сельского поселения Костровское Истринского муниципального района | 13 августа 2010 | 6734 |
| | Флаг сельского поселения Лучинское Истринского муниципального района | 23 декабря 2010 | 7354 |
| | Флаг сельского поселения Новопетровское Истринского муниципального района                                                                                                  | 22 декабря 2010 | 6742 |
| | Флаг сельского поселения Обушковское Истринского муниципального района | 2 сентября 2010 | 6484 |
| | Флаг сельского поселения Онуфриевское Истринского муниципального района | 3 марта 2011 | 7168 |
| | Флаг сельского поселения Павло-Слободское Истринского муниципального района                                                                                                | 15 декабря 2010 | 6752 |
| | Флаг сельского поселения Ядроминское Истринского муниципального района | 29 сентября 2010 | 6748 |
| | | | |
| Законом Московской области от 23 сентября 2015 года № 146/2015-ОЗ все муниципальные образования Каширского муниципального района были преобразованы в городской округ Кашира                                               | | | |
| | Флаг Каширского муниципального района | 27 ноября 1998 20 июня 2008 | 407 |
| | Флаг городского поселения Кашира Каширского муниципального района | 25 февраля 2010 | 6832 |
| | Флаг городского поселения Ожерелье Каширского муниципального района | 29 марта 2007 | 3477 |
| | Флаг сельского поселения Базаровское Каширского муниципального района | 18 ноября 2008 | 4541 |
| | Флаг сельского поселения Домнинское Каширского муниципального района | 1 апреля 2008 | 4086 |
| | Флаг сельского поселения Знаменское Каширского муниципального района | 18 июня 2008 | 4108 |
| | Флаг сельского поселения Колтовское Каширского муниципального района | 7 декабря 2006 | 2868 |
| | Флаг сельского поселения Топкановское Каширского муниципального района | 17 января 2008 | 3833 |
| | | | |
| Законом Московской области от 20 сентября 2017 года № 148/2017−ОЗ все муниципальные образования Клинского муниципального района 1 октября 2017 года были преобразованы в городской округ Клин                              | | | |
| | Флаг Клинского муниципального района | 25 ноября 1998 19 июня 2008 | 333 |
| | Флаг городского поселения Высоковск Клинского муниципального района | 28 ноября 2008 | 4537 |
| | Флаг городского поселения Клин Клинского муниципального района | ныне флаг городского округа Клин | ныне флаг городского округа Клин |
| | Флаг городского поселения Решетниково Клинского муниципального района | 28 ноября 2008 | 4539 |
| | Флаг сельского поселения Воздвиженское Клинского муниципального района | 21 ноября 2008 | 4551 |
| | Флаг сельского поселения Воронинское Клинского муниципального района | 21 ноября 2008 | 4547 |
| | Флаг сельского поселения Зубовское Клинского муниципального района | 21 ноября 2008 | 4555 |
| | Флаг сельского поселения Нудольское Клинского муниципального района | 21 ноября 2008 | 4543 |
| | Флаг сельского поселения Петровское Клинского муниципального района | 21 ноября 2008 | 4557 |
| | | | |
| Законом Московской области от 6 апреля 2017 года № 36/2017-ОЗ городской округ Коломна и все муниципальные образования Коломенского муниципального района были преобразованы в Коломенский городской округ                  | | | |
| | Флаг городского округа Коломна | 7 августа 2002 | не внесён |
| | Флаг Коломенского муниципального района | 28 февраля 2002 | 913 |
| | Флаг городского поселения Пески Коломенского муниципального района | 9 апреля 2009 | 5878 |
| | Флаг сельского поселения Акатьевское Коломенского муниципального района | 10 декабря 2008 | 4684 |
| | Флаг сельского поселения Биорковское Коломенского муниципального района | 1 ноября 2008 | 4692 |
| | Флаг сельского поселения Заруденское Коломенского муниципального района | 7 ноября 2008 | 4549 |
| | Флаг сельского поселения Непецинское Коломенского муниципального района | 10 февраля 2009 | 4704 |
| | Флаг сельского поселения Пестриковское Коломенского муниципального района                                                                                                  | 31 октября 2008 | 4688 |
| | Флаг сельского поселения Проводниковское Коломенского муниципального района                                                                                                | 25 февраля 2009 | 4809 |
| | Флаг сельского поселения Радужное Коломенского муниципального района | 26 января 2009 | 4696 |
| | Флаг сельского поселения Хорошовское Коломенского муниципального района | 19 декабря 2008 | 4700 |
| | | | |
| Законом Московской области от 28 декабря 2016 года № 186/2016-ОЗ все муниципальные образования Красногорского муниципального района были преобразованы в городской округ Красногорск                                       | | | |
| | Флаг городского поселения Красногорск Красногорского муниципального района                                                                                                 | 23 января 2008 | 3612 |
| | Флаг городского поселения Нахабино Красногорского муниципального района | 20 марта 2007 15 июля 2008 | 3938 |
| | Флаг сельского поселения Ильинское Красногорского муниципального района | 27 февраля 2008 | 4006 |
| | Флаг сельского поселения Отрадненское Красногорского муниципального района                                                                                                 | 13 декабря 2006 | 3343 |
| | | | |
| Законом Московской области от 19 июля 2019 года № 172/2019-ОЗ все муниципальные образования Ленинского муниципального района были преобразованы в Ленинский городской округ                                                | | | |
| | Флаг городского поселения Видное Ленинского муниципального района | 30 июня 2016 | 11221 |
| | Флаг городского поселения Горки Ленинские Ленинского муниципального района                                                                                                 | 16 марта 2006 | 2277 |
| | Флаг сельского поселения Булатниковское Ленинского муниципального района                                                                                                   | 16 декабря 2008 | 4686 |
| | Флаг сельского поселения Володарское Ленинского муниципального района | 26 февраля 2009 | 4813 |
| | Флаг сельского поселения Молоковское Ленинского муниципального района | 20 апреля 2009 | 4968 |
| | Флаг сельского поселения Развилковское Ленинского муниципального района | 11 октября 2006 | 2864 |
| | Флаг сельского поселения Совхоз им. Ленина Ленинского муниципального района                                                                                                | 16 мая 2008 | 4158 |
| | | | |
| Законом Московской области от 13 мая 2019 года № 85/2019-ОЗ все муниципальные образования Лотошинского муниципального района были преобразованы в городской округ Лотошино                                                 | | | |
| | Флаг городского поселения Лотошино Лотошинского муниципального района | 4 сентября 2006 | 2559 |
| | Флаг сельского поселения Микулинское Лотошинского муниципального района | 13 июля 2007 | 3565 |
| | Флаг сельского поселения Ошейкинское Лотошинского муниципального района | 14 июля 2006 | 2597 |
| | | | |
| Законом Московской области от 28 декабря 2016 года № 207/2016-ОЗ все муниципальные образования Луховицкого муниципального района были преобразованы в городской округ Луховицы                                             | | | |
| | Флаг городского поселения Белоомут Луховицкого муниципального района | 1 апреля 2008 | 4094 |
| | Флаг городского поселения Луховицы Луховицкого муниципального района | 22 декабря 2006 | 3680 |
| | Флаг сельского поселения Астаповское Луховицкого муниципального района | 11 апреля 2006 | 2389 |
| | Флаг сельского поселения Газопроводское Луховицкого муниципального района                                                                                                  | 15 июня 2006 | 2398 |
| | Флаг сельского поселения Головачёвское Луховицкого муниципального района                                                                                                   | 22 марта 2007 | 3147 |
| | Флаг сельского поселения Дединовское Луховицкого муниципального района | 23 ноября 2006 | 3073 |
| | Флаг сельского поселения Краснопоймовское Луховицкого муниципального района                                                                                                | 19 июня 2007 | 3401 |
| | Флаг сельского поселения Фруктовское Луховицкого муниципального района | 12 декабря 2006 | 2872 |
| | | | |
| Законом Московской области от 28 декабря 2016 года № 183/2016-ОЗ все муниципальные образования Люберецкого муниципального района были преобразованы в городской округ Люберцы                                              | | | |
| | Флаг Люберецкого муниципального района | 29 июля 1998 27 сентября 2012 | 301 |
| | Флаг городского поселения Красково Люберецкого муниципального района | 19 августа 2008 | 4249 |
| | Флаг городского поселения Люберцы Люберецкого муниципального района | 29 июня 2007 | 3475 |
| | Флаг городского поселения Малаховка Люберецкого муниципального района | 27 апреля 2000 10 апреля 2012 | 634 |
| | Флаг городского поселения Октябрьский Люберецкого муниципального района | 27 ноября 2008 | 4536 |
| | Флаг городского поселения Томилино Люберецкого муниципального района | 20 апреля 2012 | 7762 |
| | | | |
| Законом Московской области от 27 января 2018 года № 1/2018-ОЗ все муниципальные образования Можайского муниципального района 9 февраля 2018 года были преобразованы в Можайский городской округ                            | | | |
| | Флаг городского поселения Можайск Можайского муниципального района | 16 января 2007 | 2859 |
| | Флаг городского поселения Уваровка Можайского муниципального района | 5 августа 2008 | 4257 |
| | Флаг сельского поселения Борисовское Можайского муниципального района | 25 марта 2008 | 3973 |
| | Флаг сельского поселения Бородинское Можайского муниципального района | 10 декабря 2007 | 3825 |
| | Флаг сельского поселения Горетовское Можайского муниципального района | 24 марта 2008 | 3971 |
| | Флаг сельского поселения Дровнинское Можайского муниципального района | 31 марта 2008 | 3977 |
| | Флаг сельского поселения Замошинское Можайского муниципального района | 30 июля 2007 | 3569 |
| | Флаг сельского поселения Клементьевское Можайского муниципального района                                                                                                   | 28 августа 2008 | 4263 |
| | Флаг сельского поселения Порецкое Можайского муниципального района | 18 сентября 2008 | 4457 |
| | Флаг сельского поселения Спутник Можайского муниципального района | 6 марта 2007 | 3125 |
| | Флаг сельского поселения Юрловское Можайского муниципального района | 5 февраля 2008 | 3841 |
| | | | |
| Законом Московской области от 23 сентября 2015 года № 147/2015-ОЗ все муниципальные образования Мытищинского муниципального района были преобразованы в городской округ Мытищи                                             | | | |
| | Флаг городского поселения Мытищи Мытищинского муниципального района | 28 марта 2006 | 2296 |
| | Флаг городского поселения Пироговский Мытищинского муниципального района                                                                                                   | 20 июля 2006 | 2577 |
| | Флаг сельского поселения Федоскинское Мытищинского муниципального района                                                                                                   | 23 августа 2006 | 2581 |
| | | | |
| Законом Московской области от 24 мая 2017 года № 77/2017−ОЗ все муниципальные образования Наро-Фоминского муниципального района были преобразованы в Наро-Фоминский городской округ                                        | | | |
| | Флаг городского поселения Апрелевка Наро-Фоминского муниципального района                                                                                                  | 28 марта 2007 | 3140 |
| | Флаг городского поселения Верея Наро-Фоминского муниципального района | 27 октября 2006 | 2718 |
| | Флаг городского поселения Калининец Наро-Фоминского муниципального района                                                                                                  | 28 августа 2007 | 3676 |
| | Флаг городского поселения Наро-Фоминск Наро-Фоминского муниципального района                                                                                               | 23 ноября 2006 | 2728 |
| | Флаг городского поселения Селятино Наро-Фоминского муниципального района                                                                                                   | 7 июня 2007 | 4563 |
| | Флаг сельского поселения Атепцевское Наро-Фоминского муниципального района                                                                                                 | 19 декабря 2008 | 4211 |
| | Флаг сельского поселения Веселёвское Наро-Фоминского муниципального района                                                                                                 | 3 сентября 2007 | 3581 |
| | Флаг сельского поселения Волчёнковское Наро-Фоминского муниципального района                                                                                               | 16 августа 2007 | 3590 |
| | Флаг сельского поселения Ташировское Наро-Фоминского муниципального района                                                                                                 | 28 февраля 2007 | 3133 |
| | | | |
| Законом Московской области от 8 июня 2017 года № 87/2017−ОЗ 1 января 2018 года сельское поселение Стёпановское Ногинского муниципального района было объединено с городским округом Электросталь                           | | | |
| | Флаг сельского поселения Стёпановское Ногинского муниципального района | 25 декабря 2009 | 5748 |
| | | | |
| Законом Московской области от 23 мая 2018 года № 68/2018-ОЗ все муниципальные образования Ногинского муниципального района 5 июня 2018 года были преобразованы в Богородский городской округ                               | | | |
| | Флаг городского поселения имени Воровского Ногинского муниципального района                                                                                                | 25 июня 2007 | 3405 |
| | Флаг городского поселения Ногинск Ногинского муниципального района | 31 января 2008 | 3837 |
| | Флаг городского поселения Обухово Ногинского муниципального района | 15 августа 2006 | 2579 |
| | Флаг городского поселения Старая Купавна Ногинского муниципального района                                                                                                  | 26 октября 2016 | 11188 |
| | Флаг городского поселения Электроугли Ногинского муниципального района | 5 мая 2008 | 4248 |
| | Флаг сельского поселения Аксёно-Бутырское Ногинского муниципального района                                                                                                 | 20 марта 2007 | 3311 |
| | Флаг сельского поселения Буньковское Ногинского муниципального района | 20 апреля 2007 | 3321 |
| | Флаг сельского поселения Мамонтовское Ногинского муниципального района | 22 января 2007 | 2866 |
| | Флаг сельского поселения Ямкинское Ногинского муниципального района | 19 февраля 2007 | 3131 |
| | | | |
| Законом Московской области от 25 января 2019 года № 2/2019-ОЗ, все муниципальные образования Одинцовского муниципального района и территория городского округа Звенигород были преобразованы в Одинцовский городской округ | | | |
| | Флаг городского округа Звенигород | 28 марта 2003 25 сентября 2008 | 1180 |
| | Флаг городского поселения Голицыно Одинцовского муниципального района | 4 апреля 2006 | 2304 |
| | Флаг городского поселения Заречье Одинцовского муниципального района | 14 декабря 2011 | 7356 |
| | Флаг городского поселения Кубинка Одинцовского муниципального района | 24 апреля 2009 | 4960 |
| | Флаг городского поселения Лесной городок Одинцовского муниципального района                                                                                                | 24 сентября 2010 | 7166 |
| | Флаг городского поселения Новоивановское Одинцовского муниципального района                                                                                                | 19 мая 2009 | 4962 |
| | Флаг городского поселения Одинцово Одинцовского муниципального района | 25 ноября 2009 | 6555 |
| | Флаг сельского поселения Барвихинское Одинцовского муниципального района                                                                                                   | 25 сентября 2007 | 3575 |
| | Флаг сельского поселения Горское Одинцовского муниципального района | 26 июня 2007 | 3509 |
| нет данных | Флаг сельского поселения Ершовское Одинцовского муниципального района | | |
| | Флаг сельского поселения Жаворонковское Одинцовского муниципального района                                                                                                 | 27 марта 2009 | 4811 |
| | Флаг сельского поселения Захаровское Одинцовского муниципального района | 3 июня 2010 | 6480 |
| | Флаг сельского поселения Назарьевское Одинцовского муниципального района                                                                                                   | 2 апреля 2009 | 4815 |
| | Флаг сельского поселения Никольское Одинцовского муниципального района | 30 августа 2010 | 6750 |
| | Флаг сельского поселения Успенское Одинцовского муниципального района | 2 ноября 2007 | 4167 |
| | Флаг сельского поселения Часцовское Одинцовского муниципального района | 10 марта 2010 | 6015 |
| | Флаг городского поселения Большие Вязёмы Одинцовского муниципального района                                                                                                | 20 марта 2009 | 4848 |

| Флаг | Наименование | Дата утверждения | Номер в ГГР |
| Законом Московской области от 18 марта 2015 года № 30/2015-ОЗ, все муниципальные образования Озёрского муниципального района были преобразованы в городской округ Озёры                                                                | Законом Московской области от 18 марта 2015 года № 30/2015-ОЗ, все муниципальные образования Озёрского муниципального района были преобразованы в городской округ Озёры | Законом Московской области от 18 марта 2015 года № 30/2015-ОЗ, все муниципальные образования Озёрского муниципального района были преобразованы в городской округ Озёры | Законом Московской области от 18 марта 2015 года № 30/2015-ОЗ, все муниципальные образования Озёрского муниципального района были преобразованы в городской округ Озёры |
| --- | --- | --- | --- |
| | Флаг Озёрского муниципального района | ныне флаг городского округа Озёры | ныне флаг городского округа Озёры |
| | Флаг городского поселения Озёры Озёрского муниципального района | 25 ноября 2008 | 4545 |
| | Флаг сельского поселения Бояркинское Озёрского муниципального района | 9 сентября 2009 | 5752 |
| | Флаг сельского поселения Клишинское Озёрского муниципального района | 29 сентября 2010 | 6474 |
| | | | |
| Законом Московской области от 25 сентября 2020 года № 181/2020−ОЗ городской округ Озёры и Коломенский городской округ были преобразованы в городской округ Коломна                                                                     | | | |
| | Флаг городского округа Озёры | 4 сентября 2001 30 ноября 2006 28 декабря 2015 | 716 |
| | | | |
| Законом Московской области от 6 июля 2017 года № 109/2017−ОЗ сельские поселения Верейское, Демиховское и Малодубенское Орехово-Зуевского муниципального района 1 января 2018 года были объединены с городским округом Орехово-Зуево    | | | |
| | Флаг сельского поселения Верейское Орехово-Зуевского муниципального района                                                                                              | 2 сентября 2008 | 4459 |
| | Флаг сельского поселения Демиховское Орехово-Зуевского муниципального района                                                                                            | 13 марта 2008 | 3990 |
| | Флаг сельского поселения Малодубенское Орехово-Зуевского муниципального района                                                                                          | 1 декабря 2006 | 2726 |
| | | | |
| Законом Московской области от 6 декабря 2017 года № 211/2017−ОЗ все оставшиеся муниципальные образования Орехово-Зуевского муниципального района 10 января 2018 года были преобразованы в городской округ Ликино-Дулёво                | | | |
| | Флаг Орехово-Зуевского района | ныне флаг городского округа Ликино-Дулёво | ныне флаг городского округа Ликино-Дулёво |
| | Флаг городского поселения Дрезна Орехово-Зуевского муниципального района                                                                                                | 4 ноября 1998 | 932 |
| | Флаг городского поселения Куровское Орехово-Зуевского муниципального района                                                                                             | 7 октября 1997 | 277 |
| | Флаг городского поселения Ликино-Дулёво Орехово-Зуевского муниципального района                                                                                         | 7 мая 1999 | 463 |
| | Флаг сельского поселения Белавинское Орехово-Зуевского муниципального района                                                                                            | 31 марта 2008 | 3992 |
| | Флаг сельского поселения Горское Орехово-Зуевского муниципального района                                                                                                | 30 мая 2008 | 4242 |
| | Флаг сельского поселения Давыдовское Орехово-Зуевского муниципального района                                                                                            | 11 декабря 2009 | 6007 |
| | Флаг сельского поселения Дороховское Орехово-Зуевского муниципального района                                                                                            | 19 сентября 2007 | 3578 |
| | Флаг сельского поселения Ильинское Орехово-Зуевского муниципального района                                                                                              | 1 марта 2006 | 2292 |
| | Флаг сельского поселения Новинское Орехово-Зуевского муниципального района                                                                                              | 25 октября 2007 | 3678 |
| | Флаг сельского поселения Соболевское Орехово-Зуевского муниципального района                                                                                            | 28 декабря 2006 | 2861 |
| | | | |
| Законом Московской области от 20 марта 2019 года № 185/2016-ОЗ территории городских округов Ликино-Дулёво и Орехово-Зуево были объединены в Орехово-Зуевский городской округ                                                           | | | |
| | Флаг городского округа Ликино-Дулёво | 25 марта 1999 14 мая 2018 | 441 |
| | | | |
| Законом Московской области от 28 декабря 2016 года № 185/2016-ОЗ все муниципальные образования Павлово-Посадского муниципального района были преобразованы в городской округ Павловский Посад                                          | | | |
| | Флаг городского поселения Большие Дворы Павлово-Посадского муниципального района                                                                                        | 20 июля 2009 | 5744 |
| | Флаг городского поселения Павловский Посад Павлово-Посадского муниципального района                                                                                     | 3 мая 2007 | 3264 |
| | Флаг сельского поселения Аверкиевское Павлово-Посадского муниципального района                                                                                          | 27 октября 2009 | 5780 |
| | Флаг сельского поселения Кузнецовское Павлово-Посадского муниципального района                                                                                          | 21 марта 2007 | 3135 |
| | Флаг сельского поселения Рахмановское Павлово-Посадского муниципального района                                                                                          | 18 марта 2010 | 6754 |
| | Флаг сельского поселения Улитинское Павлово-Посадского муниципального района                                                                                            | 29 января 2010 | 6003 |
| | | | |
| Законом Московской области от 22 мая 2015 года № 81/2015-ОЗ городские округа Подольск и Климовск, и все муниципальные образования Подольского муниципального района были преобразованы в городской округ Подольск                      | | | |
| | Флаг городского округа Климовск | 12 апреля 2002 | 950 |
| | Флаг Подольского муниципального района | 27 ноября 1998 | 404 |
| | Флаг городского поселения Львовский Подольского муниципального района                                                                                                   | 18 октября 2008 | 4461 |
| нет данных | Флаг сельского поселения Дубровицкое Подольского муниципального района                                                                                                  | | |
| | Флаг сельского поселения Лаговское Подольского муниципального района | 12 марта 2009 | 4850 |
| | Флаг сельского поселения Стрелковское Подольского муниципального района                                                                                                 | 13 мая 2008 | 4106 |
| | | | |
| Законом Московской области от 22 апреля 2019 года № 68/2019−ОЗ все муниципальные образования Пушкинского муниципального района 6 мая 2019 года были преобразованы в Пушкинский городской округ                                         | | | |
| | Флаг городского поселения Ашукино Пушкинского муниципального района | 12 сентября 2008 | 4468 |
| | Флаг городского поселения Зеленоградский Пушкинского муниципального района                                                                                              | 26 октября 2006 | 2631 |
| | Флаг городского поселения Лесной Пушкинского муниципального района | 18 ноября 2010 | 2396 |
| | Флаг городского поселения Правдинский Пушкинского муниципального района                                                                                                 | 25 июня 2008 | 4253 |
| | Флаг городского поселения Пушкино Пушкинского муниципального района | 24 июня 2010 | 6301 |
| | Флаг городского поселения Софрино Пушкинского муниципального района | 20 апреля 2007 | 3407 |
| | Флаг городского поселения Черкизово Пушкинского муниципального района                                                                                                   | 3 июня 2006 | 2863 |
| | Флаг сельского поселения Ельдигинское Пушкинского муниципального района                                                                                                 | 12 июля 2007 | 3594 |
| | Флаг сельского поселения Тарасовское Пушкинского муниципального района                                                                                                  | | 4077 |
| | Флаг сельского поселения Царёвское Пушкинского муниципального района | 7 мая 2009 | 5750 |
| | | | |
| Законом Московской области от 3 декабря 2020 года № 250/2020−ОЗ городские округа Ивантеевка, Красноармейск и Пушкинский городской округ были преобразованы в городской округ Пушкинский                                                | | | |
| | Флаг городского округа Ивантеевка | 20 июля 1998 30 мая 2013 | 319 |
| | Флаг городского округа Красноармейск | 24 декабря 2004 27 июня 2012 | 1813 |
| | | | |
| Законом Московской области от 18 апреля 2019 года № 58/2019−ОЗ все муниципальные образования Раменского муниципального района 4 мая 2019 года были преобразованы в Раменский городской округ                                           | | | |
| | Флаг городского поселения Быково Раменского муниципального района | 22 мая 2009 | 4979 |
| | Флаг городского поселения Ильинский Раменского муниципального района | 5 июня 2008 | 4217 |
| | Флаг городского поселения Кратово Раменского муниципального района | 24 июня 2008 | 4251 |
| | Флаг городского поселения Раменское Раменского муниципального района | 26 апреля 2018 | 11653 |
| | Флаг городского поселения Родники Раменского муниципального района | 31 января 2008 | 3839 |
| | Флаг городского поселения Удельная Раменского муниципального района | 25 октября 2007 | 3715 |
| | Флаг сельского поселения Верейское Раменского муниципального района | 26 июля 2007 | 3588 |
| | Флаг сельского поселения Вялковское Раменского муниципального района | 14 июня 2007 | 3403 |
| | Флаг сельского поселения Ганусовское Раменского муниципального района                                                                                                   | 9 февраля 2009 | 4706 |
| | Флаг сельского поселения Гжельское Раменского муниципального района | 11 января 2009 | 4702 |
| | Флаг сельского поселения Заболотьевское Раменского муниципального района                                                                                                | 24 апреля 2008 | 4090 |
| | Флаг сельского поселения Константиновское Раменского муниципального района                                                                                              | 26 декабря 2007 | 4009 |
| | Флаг сельского поселения Кузнецовское Раменского муниципального района                                                                                                  | 24 апреля 2008 | 4092 |
| | Флаг сельского поселения Никоновское Раменского муниципального района                                                                                                   | 26 августа 2010 | 6740 |
| | Флаг сельского поселения Новохаритоновское Раменского муниципального района                                                                                             | 12 февраля 2009 | 4708 |
| | Флаг сельского поселения Островецкое Раменского муниципального района                                                                                                   | 23 августа 2007 | 3687 |
| | Флаг сельского поселения Рыболовское Раменского муниципального района                                                                                                   | 14 августа 2008 | 4450 |
| | Флаг сельского поселения Сафоновское Раменского муниципального района                                                                                                   | 20 марта 2008 | 4162 |
| | Флаг сельского поселения Софьинское Раменского муниципального района | 11 сентября 2008 | 4452 |
| | Флаг сельского поселения Ульянинское Раменского муниципального района                                                                                                   | 7 апреля 2009 | 4819 |
| | Флаг сельского поселения Чулковское Раменского муниципального района | 13 февраля 2008 | 3831 |
| | | | |
| Законом Московской области от 28 декабря 2016 года № 184/2016-ОЗ все муниципальные образования Рузского муниципального района были преобразованы в Рузский городской округ                                                             | | | |
| | Флаг Рузского муниципального района | 24 сентября 1999 27 декабря 2006 | 568 |
| | Флаг городского поселения Руза Рузского муниципального района | ныне флаг Рузского городского округа | ныне флаг Рузского городского округа |
| | Флаг городского поселения Тучково Рузского муниципального района | 1 августа 2006 | 2565 |
| | Флаг сельского поселения Волковское Рузского муниципального района | 15 июля 2008 | 4244 |
| | Флаг сельского поселения Дороховское Рузского муниципального района | 1 октября 2007 | 3592 |
| | Флаг сельского поселения Ивановское Рузского муниципального района | 6 мая 2008 | 4096 |
| | Флаг сельского поселения Колюбакинское Рузского муниципального района                                                                                                   | 24 апреля 2008 | 4088 |
| | Флаг сельского поселения Старорузское Рузского муниципального района | 10 января 2006 | 2713 |
| | | | |
| Законом Московской области от 20 марта 2019 года № 179/2015-ОЗ все муниципальные образования Сергиево-Посадского муниципального района были преобразованы в Сергиево-Посадский городской округ                                         | | | |
| | Флаг Сергиево-Посадского муниципального района | 9 июня 2006 | 2376 |
| | Флаг городского поселения Богородское Сергиево-Посадского муниципального района                                                                                         | 30 августа 2006 | 2593 |
| | Флаг городского поселения Краснозаводск Сергиево-Посадского муниципального района                                                                                       | 15 октября 2007 | 3925 |
| | Флаг городского поселения Пересвет Сергиево-Посадского муниципального района                                                                                            | 15 марта 2006 | 2286 |
| | Флаг городского поселения Скоропусковский Сергиево-Посадского муниципального района                                                                                     | 10 мая 2007 | 3319 |
| | Флаг городского поселения Хотьково Сергиево-Посадского муниципального района                                                                                            | 26 октября 2006 | 4462 |
| | Флаг сельского поселения Березняковское Сергиево-Посадского муниципального района                                                                                       | 18 декабря 2007 | 3827 |
| | Флаг сельского поселения Васильевское Сергиево-Посадского муниципального района                                                                                         | 26 августа 2008 | 4246 |
| | Флаг сельского поселения Лозовское Сергиево-Посадского муниципального района                                                                                            | 29 апреля 2008 | 4099 |
| | Флаг сельского поселения Реммаш Сергиево-Посадского муниципального района                                                                                               | 5 июля 2007 | 3479 |
| | Флаг сельского поселения Селковское Сергиево-Посадского муниципального района                                                                                           | 22 января 2008 | 3829 |
| | Флаг сельского поселения Шеметовское Сергиево-Посадского муниципального района                                                                                          | 26 марта 2006 | 3967 |
| | | | |
| Законом Московской области от 26 октября 2015 года № 179/2015-ОЗ все муниципальные образования Серебряно-Прудского муниципального района были преобразованы в городской округ Серебряные Пруды                                         | | | |
| | Флаг городского поселения Серебряные Пруды Серебряно-Прудского муниципального района                                                                                    | 17 апреля 2009 | 4821 |
| | Флаг сельского поселения Мочильское Серебряно-Прудского муниципального района                                                                                           | 1 февраля 2011 | 6738 |
| | Флаг сельского поселения Узуновское Серебряно-Прудского муниципального района                                                                                           | 29 апреля 2010 | 6490 |
| | Флаг сельского поселения Успенское Серебряно-Прудского муниципального района                                                                                            | 3 августа 2011 | 7222 |
| | | | |
| Законом Московской области от 14 декабря 2018 года № 220/2018−ОЗ все муниципальные образования Серпуховского муниципального района были объединены с городским округом Серпухов                                                        | | | |
| | Флаг Серпуховского муниципального района | 23 декабря 1998 | 413 |
| | Флаг городского поселения Оболенск Серпуховского муниципального района                                                                                                  | 26 июня 2006 | 2567 |
| | Флаг городского поселения Пролетарский Серпуховского муниципального района                                                                                              | 23 ноября 2009 | 6013 |
| | Флаг сельского поселения Васильевское Серпуховского муниципального района                                                                                               | 28 марта 2008 | 3981 |
| | Флаг сельского поселения Данковское Серпуховского муниципального района                                                                                                 | 9 июня 2010 | 6492 |
| | Флаг сельского поселения Дашковское Серпуховского муниципального района                                                                                                 | 27 мая 2008 | 4160 |
| | Флаг сельского поселения Калиновское Серпуховского муниципального района                                                                                                | 10 декабря 2008 | 4632 |
| | Флаг сельского поселения Липицкое Серпуховского муниципального района                                                                                                   | 14 июля 2009 | 6044 |
| | | | |
| Законом Московской области от 28 декабря 2018 года № 246/2018−ОЗ все муниципальные образования Солнечногорского муниципального района были преобразованы в городской округ Солнечногорск                                               | | | |
| | Флаг городского поселения Андреевка Солнечногорского муниципального района                                                                                              | 19 августа 2014 | 9736 |
| | Флаг городского поселения Менделеево Солнечногорского муниципального района                                                                                             | 6 сентября 2007 | 3711 |
| | Флаг городского поселения Поварово Солнечногорского муниципального района                                                                                               | 12 июля 2007 | 3751 |
| | Флаг городского поселения Ржавки Солнечногорского муниципального района                                                                                                 | 16 февраля 2011 | 6736 |
| | Флаг городского поселения Солнечногорск Солнечногорского муниципального района                                                                                          | 10 июня 2008 | 4585 |
| | Флаг сельского поселения Кривцовское Солнечногорского муниципального района                                                                                             | 22 августа 2008 | 4259 |
| | Флаг сельского поселения Кутузовское Солнечногорского муниципального района                                                                                             | 25 сентября 2014 | 9834 |
| | Флаг сельского поселения Лунёвское Солнечногорского муниципального района                                                                                               | 12 февраля 2010 | 6009 |
| | Флаг сельского поселения Пешковское Солнечногорского муниципального района                                                                                              | 2 сентября 2010 | 6397 |
| | Флаг сельского поселения Смирновское Солнечногорского муниципального района                                                                                             | 27 декабря 2007 | 3835 |
| | Флаг сельского поселения Соколовское Солнечногорского муниципального района                                                                                             | 30 августа 2006 | 2589 |
| | | | |
| Законом Московской области от 24 мая 2017 года № 82/2017−ОЗ все муниципальные образования Ступинского муниципального района были преобразованы в городской округ Ступино                                                               | | | |
| | Флаг городского поселения Жилёво Ступинского муниципального района | 22 декабря 2008 | 4698 |
| | Флаг городского поселения Малино Ступинского муниципального района | 11 июля 2008 | 4153 |
| | Флаг городского поселения Михнево Ступинского муниципального района | 20 февраля 2008 | 3936 |
| | Флаг городского поселения Ступино Ступинского муниципального района | 19 ноября 2009 | 3936 |
| | Флаг сельского поселения Аксиньинское Ступинского муниципального района                                                                                                 | 10 июня 2009 | 5028 |
| | Флаг сельского поселения Леонтьевское Ступинского муниципального района                                                                                                 | 5 сентября 2008 | 4472 |
| | Флаг сельского поселения Семёновское Ступинского муниципального района                                                                                                  | 27 марта 2008 | 3983 |
| | | | |
| Законом Московской области от 28 мая 2018 года № 70/2018-ОЗ все муниципальные образования Талдомского муниципального района 8 июня 2018 года были преобразованы в Талдомский городской округ                                           | | | |
| | Флаг городского поселения Вербилки Талдомского муниципального района | 4 декабря 2008 | 4630 |
| | Флаг городского поселения Запрудня Талдомского муниципального района | 15 мая 2008 | 4101 |
| | Флаг городского поселения Северный Талдомского муниципального района | 25 сентября 2008 | 4464 |
| | Флаг городского поселения Талдом Талдомского муниципального района | 4 июля 2006 | 2615 |
| | Флаг сельского поселения Гуслевское Талдомского муниципального района                                                                                                   | 27 апреля 2010 | 6488 |
| | Флаг сельского поселения Ермолинское Талдомского муниципального района                                                                                                  | 21 октября 2010 | 6732 |
| | Флаг сельского поселения Квашёнковское Талдомского муниципального района                                                                                                | 9 июня 2011 | 7224 |
| | Флаг сельского поселения Темповое Талдомского муниципального района | 16 декабря 2009 | 6029 |
| | | | |
| Законом Московской области от 24 мая 2017 года № 83/2017−ОЗ все муниципальные образования Чеховского муниципального района были преобразованы в городской округ Чехов                                                                  | | | |
| | Флаг городского поселения Столбовая Чеховского муниципального района | 27 марта 2008 | 3979 |
| | Флаг городского поселения Чехов Чеховского муниципального района | 15 ноября 2007 | 3682 |
| | Флаг сельского поселения Баранцевское Чеховского муниципального района                                                                                                  | 21 октября 2008 | 4466 |
| | Флаг сельского поселения Любучанское Чеховского муниципального района                                                                                                   | 15 мая 2009 | 4970 |
| | Флаг сельского поселения Стремиловское Чеховского муниципального района                                                                                                 | 26 марта 2008 | 3985 |
| | | | |
| Законом Московской области от 21 февраля 2017 года № 20/2017-ОЗ все муниципальные образования Шатурского муниципального района были преобразованы в городской округ Шатура                                                             | | | |
| | Флаг городского поселения Мишеронский Шатурского муниципального района                                                                                                  | 8 ноября 2010 | 6758 |
| | Флаг городского поселения Черусти Шатурского муниципального района | 21 марта 2011 | 7218 |
| | Флаг городского поселения Шатура Шатурского муниципального района | 26 мая 2011 | 7170 |
| | Флаг сельского поселения Дмитровское Шатурского муниципального района                                                                                                   | 30 июня 2011 | 7172 |
| | Флаг сельского поселения Кривандинское Шатурского муниципального района                                                                                                 | 20 декабря 2010 | 7300 |
| | Флаг сельского поселения Пышлицкое Шатурского муниципального района | 28 июля 2011 | 7220 |
| | Флаг сельского поселения Радовицкое Шатурского муниципального района | 27 апреля 2011 | 7174 |
| | | | |
| Законом Московской области от 30 апреля 2020 года № 80/2020−ОЗ городской округ Шатура и городской округ Рошаль были преобразованы в городской округ Шатура                                                                             | | | |
| | Флаг городского округа Рошаль | 21 октября 2003 | 1342 |
| | | | |
| Законом Московской области от 26 октября 2015 года № 178/2015-ОЗ все муниципальные образования Шаховского муниципального района были преобразованы в городской округ Шаховская                                                         | | | |
| | Флаг Шаховского муниципального района | ныне флаг городского округа Шаховская | ныне флаг городского округа Шаховская |
| | Флаг городского поселения Шаховская Шаховского муниципального района | 20 февраля 2007 | 3129 |
| | Флаг сельского поселения Раменское Шаховского муниципального района | 13 июля 2007 | 3717 |
| | Флаг сельского поселения Серединское Шаховского муниципального района                                                                                                   | 13 ноября 2008 | 4553 |
| | Флаг сельского поселения Степаньковское Шаховского муниципального района                                                                                                | 21 августа 2008 | 4261 |
| | | | |
| Законом Московской области от 23 мая 2018 года № 69/2018-ОЗ городское поселение Свердловский и сельское поселение Анискинское Щёлковского муниципального района 5 июня 2018 года были объединены с городским округом Лосино-Петровский | | | |
| | Флаг городского поселения Свердловский Щёлковского муниципального района                                                                                                | 18 мая 2010 | 6478 |
| | Флаг сельского поселения Анискинское Щёлковского муниципального района                                                                                                  | 26 декабря 2011 | 7574 |
| | | | |
| Законом Московской области от 28 декабря 2018 года № 258/2018-ОЗ все оставшиеся муниципальные образования Щёлковского муниципального района были преобразованы в городской округ Щёлково                                               | | | |
| | Флаг городского поселения Загорянский Щелковского муниципального района                                                                                                 | 3 мая 2007 | 3266 |
| | Флаг городского поселения Монино Щёлковского муниципального района | 26 июля 2016 | 11114 |
| | Флаг городского поселения Фряново Щёлковского муниципального района | 10 октября 2008 | 4535 |
| | Флаг городского поселения Щёлково Щёлковского муниципального района | 11 апреля 2007 | 4564 |
| | Флаг сельского поселения Гребневское Щёлковского муниципального района                                                                                                  | 17 января 2007 | 3079 |
| | Флаг сельского поселения Медвежье-Озёрское Щёлковского муниципального района                                                                                            | 28 сентября 2006 | 2601 |
| | Флаг сельского поселения Огудневское Щёлковского муниципального района                                                                                                  | 5 апреля 2006 | 2298 |
| | Флаг сельского поселения Трубинское Щёлковского муниципального района                                                                                                   | 10 июля 2007 | 3567 |

## Упразднённые флаги
| Флаг | Наименование                                                        | Дата утверждения                           | Дата отмены     |
| ---- | ------------------------------------------------------------------- | ------------------------------------------ | --------------- |
|      | Флаг муниципального образования «Город Лобня»                       | 12 июля 2001                               | 9 октября 2003  |
|      | Флаг муниципального образования «Город Лобня»                       | 9 октября 2003                             | 24 августа 2017 |
|      | Флаг города Орехово-Зуево                                           | 29 декабря 1997                            | 23 ноября 2006  |
|      | Флаг города Подольска                                               | 31 мая 1999                                | 22 апреля 2005  |
|      | Флаг муниципального образования «Воскресенский район»               | 28 июля 2000                               | 24 декабря 2004 |
|      | Флаг Дмитровского района                                            | 7 февраля 1997                             | 31 мая 2002     |
|      | Флаг муниципального образования «Дмитровский район»                 | 31 мая 2002                                | 19 января 2007  |
|      | Флаг Егорьевского района                                            | 16 июля 1998                               | 3 декабря 1998  |
|      | Флаг муниципального образования «Зарайский район»                   | 15 октября 1991 1 июля 2002                | 23 апреля 2008  |
|      | Флаг городского округа Истра                                        | 14 марта 1997 20 ноября 2008 14 марта 2017 | 17 августа 2017 |
|      | Флаг муниципального образования «Красногорский район»               | 18 октября 2001                            | 21 февраля 2002 |
|      | Флаг Ленинского района                                              | 19 июля 1995                               | 1 января 2009   |
|      | Флаг городского поселения Малино Ступинского муниципального района  | 21 мая 2008                                | 11 июля 2008    |
|      | Флаг городского поселения Пушкино Пушкинского муниципального района | 29 декабря 2008                            | 23 июля 2009    |
|      | Флаг городского поселения Пушкино Пушкинского муниципального района | 23 июля 2009                               | 24 июня 2010    |

| Флаг | Наименование                                                                   | Дата утверждения            | Дата отмены      |
| ---- | ------------------------------------------------------------------------------ | --------------------------- | ---------------- |
|      | Флаг городского поселения Раменское Раменского муниципального района           | 15 декабря 2016             | 26 апреля 2018   |
|      | Флаг городского поселения Столбовая Чеховского муниципального района           | 30 марта 2007               | 27 марта 2008    |
|      | Флаг города Ступино и Ступинского района                                       | 28 июня 1995 4 октября 2001 |                  |
|      | Флаг муниципального образования «Город Электроугли Московской области»         | 30 октября 2007             | 5 мая 2008       |
|      | Флаг муниципального образования «Город Щербинка Московской области»            | 27 июля 2004                | 20 октября 2004  |
|      | Флаг сельского поселения Атепцевское Наро-Фоминского муниципального района     | 11 апреля 2007              | 19 декабря 2008  |
|      | Флаг сельского поселения Вороновское Подольского муниципального района         | 10 июля 2008                | 25 сентября 2008 |
|      | Флаг сельского поселения Головачёвское Луховицкого муниципального района       | 20 февраля 2007             | 22 марта 2007    |
|      | Флаг сельского поселения Клишинское Озёрского муниципального района            | 25 декабря 2009             | 29 сентября 2010 |
|      | Флаг сельского поселения Краснопоймовское Луховицкого муниципального района    | 16 марта 2007               | 19 июня 2007     |
|      | Флаг сельского поселения Михайлово-Ярцевское Подольского муниципального района | 25 марта 2010               | 9 декабря 2010   |
|      | Флаг сельского поселения Никоновское Раменского муниципального района          | 17 сентября 2009            | 26 августа 2010  |
|      | Флаг сельского поселения Пешковское Солнечногорского муниципального района     | 30 мая 2007                 | 2 сентября 2010  |
|      | Флаг сельского поселения Реммаш Сергиево-Посадского муниципального района      | 29 марта 2007               | 5 июля 2007      |
|      | Флаг сельского поселения Успенское Одинцовского муниципального района          | 14 февраля 2007             | 2 ноября 2007    |